# Tipula triton
Tipula triton är en tvåvingeart som beskrevs av Alexander 1915. Tipula triton ingår i släktet Tipula och familjen storharkrankar. Inga underarter finns listade i Catalogue of Life.